# Beni di consumo in Unione Sovietica
L'industria dell'Unione Sovietica era generalmente divisa in due categorie: quella pesante (gruppo A) includeva tutti i beni utilizzati per la produzione di altri beni, e quella dei beni di consumo (gruppo B), che includeva prodotti come alimenti, abbigliamento, articoli per la casa, elettrodomestici e carburanti destinati all'uso individuale. 
Dopo la Rivoluzione d'ottobre del 1917 e la nascita dell'URSS, l’economia, prevalentemente agricola, fu rapidamente industrializzata. Dal 1928 al 1991, lo sviluppo economico fu guidato da una serie di ambiziosi piani quinquennali. Fin dai primi giorni del governo di Iosif Stalin, il gruppo A aveva una maggiore priorità nella pianificazione e nella distribuzione delle risorse economiche, con l'obiettivo di accelerare l'industrializzazione del Paese.
L'Unione Sovietica divenne uno dei maggiori produttori al mondo di molti prodotti dell'industria pesante e di base, ma rimase indietro nell'industria leggera e nella produzione di beni di consumo durevoli. Di conseguenza, la domanda dei consumatori veniva soddisfatta solo parzialmente.

## Primi anni e stalinismo
Dopo la Rivoluzione, il governo bolscevico cercò di eliminare valori e stili di vita borghesi, distribuendo equamente le risorse. Beni un tempo riservati alla piccola borghesia e all'élite, come i prodotti di lusso, divennero accessibili a tutti. Per un consumatore sovietico, un bene di lusso poteva essere qualsiasi prodotto al di fuori di pane, cavoli, patate e vodka. Rendendo accessibile una vasta gamma di beni a tutti i cittadini, questi persero il loro status esclusivo e divennero oggetto di desiderio generale, in linea con l’obiettivo marxista-leninista di riabilitare il proletariato. Il governo diffondeva l’ideologia marxista-leninista accompagnata da linee guida di comportamento, orientando le preferenze verso specifici alimenti e beni materiali.
Negli anni trenta, l'approvvigionamento e la distribuzione dei beni di consumo in URSS subirono profondi cambiamenti. Il primo piano quinquennale puntava principalmente all'industrializzazione del Paese e alla produzione di beni industriali. Dopo il successo ottenuto, il governo si prefissò di migliorare le condizioni di vita dei cittadini con il secondo piano quinquennale lanciato nel 1933, spostando l’attenzione anche sui beni di consumo. Nel 1934, il XVII Congresso del Partito Comunista rafforzò l’impegno ad aumentare la quantità e la qualità dei prodotti alimentari e di consumo, portando Stalin a dichiarare nell'anno successivo che la vita in Unione Sovietica era diventata "più gioiosa”.
Il governo sovietico utilizzò i beni di consumo come premi per onorare i compagni che avevano contribuito con il loro lavoro alla costruzione del socialismo. Tuttavia, mentre si educava la società a disprezzare i concetti borghesi di classe sociale e possesso, la distribuzione di beni speciali a un ristretto gruppo della popolazione creò una nuova gerarchia sociale con privilegi esclusivi.

### Distribuzione
Al momento della Rivoluzione russa del 1917, i principali negozi e centri di distribuzione furono nazionalizzati. Nel 1921, la galleria commerciale Verchnie torgovye rjady sulla Piazza Rossa di Mosca divenne il Gosudarstvennyj universal'nyj magazin (Государственный универсальный магазин, "Grande magazzino universale statale"), meglio noto come GUM. Durante il periodo della Nuova politica economica, I negozi GUM furono utilizzati per promuovere il ripristino dell'impresa privata secondo linee socialiste e la democratizzazione dei consumi. Nel 1928, per decisione di Stalin, il GUM cessò le attività e l'edificio venne utilizzato per ospitare uffici pubblici.
Nei primi anni trenta, il sistema di distribuzione chiusa era l'unico metodo per distribuire i beni di consumo. Nel 1933, due terzi della popolazione di Mosca e il 58% di quella di Leningrado accedevano a questi negozi. Il sistema prevedeva negozi e caffetterie riservati esclusivamente ai lavoratori registrati presso l'azienda che li gestiva. Lo Stato iniziò a gestire nuovi negozi commerciali esclusi dal sistema di razionamento, dove i beni erano venduti a prezzi quattro volte superiori rispetto a quelli dei negozi a distribuzione chiusa, ma con una qualità migliore. 
Alla fine del 1933, venne aperto a Mosca il nuovo Central'nyj universal'nyj magazin (TsUM), integrato nella rete commerciale statale. La conclusione del primo periodo di razionamento e l’abolizione del sistema a distribuzione chiusa nel 1935 favorirono l’espansione di questa rete: nel gennaio 1935 esistevano cinque grandi magazzini in URSS e, l'anno successivo, ne furono aperti altri quindici.

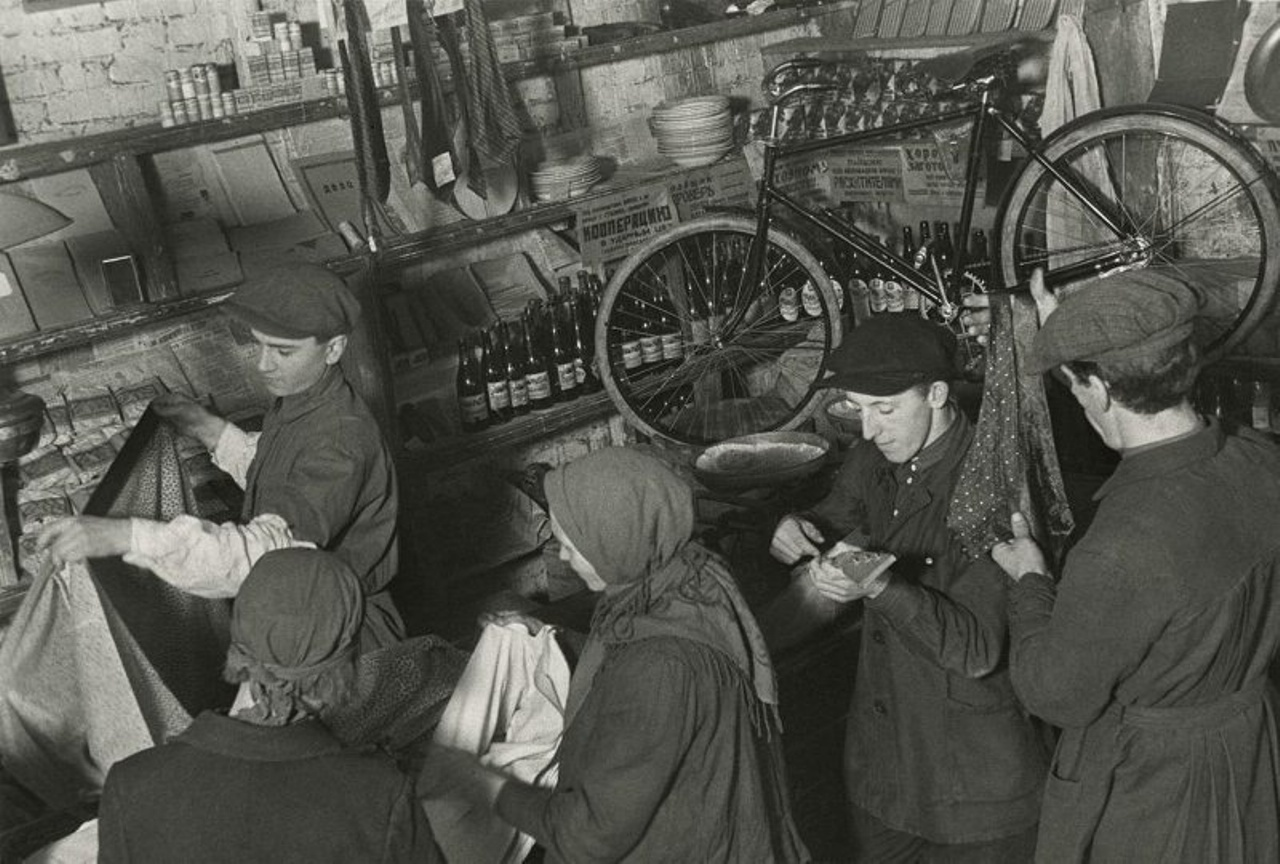
Negozio di una fattoria collettiva.

Il razionamento era il principale metodo di distribuzione delle merci fino al 1935, per poi essere ripristinato negli anni quaranta. Lo Stato stabiliva dei periodi di razionamento, ma le autorità locali avevano facoltà di dichiararli. Il sistema chiuso divenne rapidamente uno strumento per favorire i sostenitori di Stalin e la dirigenza stalinista; alcuni negozi offrivano inoltre prodotti di qualità superiore, accessibili ai cittadini in grado di permetterseli.
La maggior parte dei negozi a distribuzione chiusa applicava prezzi bassi, ma era caratterizzata da lunghe code e scorte limitate a causa delle politiche di razionamento. Esistevano comunque tre alternative legali a questi negozi, sebbene con prezzi più alti: i negozi commerciali, i Torgsin e i mercati dei Kolchoz. Lo Stato manteneva sempre il monopolio su tutti i sistemi di distribuzione.
Il primo piano quinquennale portò alla chiusura di piccoli centri artigianali e fabbriche private, che riaprirono successivamente su scala ridotta a metà degli anni trenta. Nel maggio 1936 fu approvata una legge che aumentò l’offerta di beni di consumo, legalizzando attività commerciali individuali (come calzolai, ebanisti, carpentieri, stilisti, parrucchieri, lavanderie, fabbri, fotografi, idraulici e sarti), ad eccezione di quelle alimentari. Vennero istituiti i mercati dei kolchoz per consentire ad artigiani e contadini di vendere i propri prodotti. Lo Stato regolava la partecipazione in questi mercati, ma i prezzi erano più alti, rendendoli più costosi rispetto ai negozi a distribuzione chiusa.
Nel 1930, il governo sovietico fondò la catena di negozi Torgsin, che vendeva un numero limitato di prodotti in cambio di valuta straniera, oro, argento e altri beni di valore. L'obiettivo di questi negozi era aumentare le riserve di valuta forte per finanziare le importazioni necessarie al processo di industrializzazione. I prezzi venivano mantenuti bassi per incentivare la popolazione a fare acquisti nei Torgsin. La scarsa reperibilità dei prodotti li rendeva particolarmente preziosi agli occhi dei consumatori, e acquistarli comportava spesso un grosso sacrificio. Questa catena rimase attiva fino al 1936, ma nel 1964 ne verrà fondata un'altra col nome di Berëzka.

### Importazioni e influenza straniera
Negli anni Trenta, l'importazione di merce straniera era fortemente limitata e regolata dallo Stato, che favoriva invece la produzione locale.
Durante il periodo del patto Molotov-Ribbentrop (1939-1941), nei nuovi territori occupati (Paesi Baltici, Bessarabia, parte di Finlandia e Polonia) erano abbondanti delle merci difficili da acquistare in URSS. Le truppe dell'Armata Rossa, attratte dalla varietà e dai prezzi contenuti, acquistarono numerosi prodotti, inviandoli alle proprie famiglie in Unione Sovietica. Questo flusso di merci portò molti civili a richiedere permessi di viaggio in queste aree per acquistare beni da rivendere poi al mercato nero.

## American National Exhibition del 1959
Nell'estate del 1959 fu organizzata l'American National Exhibition al parco Sokol'niki di Mosca. L'esposizione era finanziata dal governo statunitense e metteva in mostra in numerosi spazi gli ultimi "articoli per la casa, mode, televisori ed impianti ad alta fedeltà, un modello di casa dal costo ideale per una famiglia media, macchine agricole, automobili del 1959, barche, attrezzature sportive e parchi giochi per bambini. I vari espositori furono un successo nella promozione dell'American way of life come superiore allo stile di vita socialista. Oltretutto, i modelli delle moderne cucine furono una grande attrattiva dei visitatori e furono oggetto di discussione nel cosiddetto "dibattito in cucina" tra il leader sovietico Nikita Chruščëv e l'allora vicepresidente Richard Nixon.

## Anni ottanta e la fine dell'URSS
Sebbene lo stato si sforzasse di promuovere l'offerta pubblica contro quella privata, le famiglie guadagnavano dei ricavi che potevano usare per comprare dei beni o per creare un risparmio, e nel caso delle famiglie meno abbienti queste ricevevano degli incentivi. Per esempio, con un eccesso di domanda di prodotti di consumo le famiglie avrebbero potuto lavorare di meno e ridurre le spese. Dal punto di visita dei pianificatori, era necessario bilanciare l'offerta di beni e servizi con il reddito della popolazione.
I pianificatori sovietici lottarono durante tutta l'era sovietica per mantenere l'equilibrio nella produzione per il consumo: dopo la seconda guerra mondiale, misero sotto un controllo più rigido i salari e aumentarono l'offerta di beni di consumo. Alla fine dell'era sovietica, tuttavia, vennero afflitti da ciò che consideravano un sostanziale e crescente sbalzo monetario, che prese la forma di una mancanza di offerta.
Dopo la stagnazione industriale degli anni settanta e dei primi anni ottanta, i pianificatori esclusero il fatto che le industrie per il consumo avrebbero assunto un ruolo sempre più importante nella produzione sovietica a partire dal dodicesimo piano quinquennale. Ma nonostante la maggiore enfasi sull'industria leggera e gli sforzi di riformare gli interi sistemi di produzione e pianificazione, anche nel 1989 si poteva notare una ripresa molto piccola in ogni settore. Le alte quote di produzione, in particolare per alcune industrie pesanti, sembrarono aumentare in modo irrealistico alla fine di quel piano. Sebbene molti ufficiali sovietici erano d'accordo sulla necessità e sul ritardo della Perestrojka, riformare l'intricato sistema industriale si rivelò essere un compito molto difficile.

### I processi e gli obiettivi della produzione di consumo
Aumentare la disponibilità di beni di consumo è stato un obiettivo importante della perestrojka. Una premessa di quel programma fu quella che se con un incentivo sugli stipendi i lavoratori avessero potuto comprare una maggior varietà di prodotti, la loro produttività sarebbe aumentata. Quest'idea nacque quando l'utilizzo degli incentivi non aveva sortito l'effetto desiderato sulla produttività dato che il potere d'acquisto non era ancora aumentato. Secondo la nuova teoria, tutta l'industria sovietica avrebbe ricevuto dei benefici dalla diversificazione del gruppo A nel gruppo B perché questa volta gli incentivi avrebbero avuto un'influenza maggiore e più significativa. Perciò, il dodicesimo piano quinquennale prevedeva un aumento del 5.4% nei prodotti di consumo non alimentari e uno dal 5,4% al 7% nei servizi.
I beni di consumo al quale mirava lo stato includevano le radio, i televisori, le macchine per cucire, lavatrici, frigoriferi, carta e tessuti in maglia. Le quote più alte erano fissate per le prime tre categorie sopracitate. Sebbene nel 1987 gli elettrodomestici, i registratori e i mobili erano le tipologie di prodotti che portavano a dei profitti maggiori rispetto all'anno precedente, soltanto i mobili raggiungevano la loro quota annuale prefissata. Perciò, i pianificatori industriali cercarono di investire nell'industria leggere per aumentare il contributo industriale di quelle regioni economiche transcaucasiche e dell'Asia centrale che possedevano una popolazione elevata ma non disponevano le risorse materiali necessarie per l'industria pesante.

### Gli anni ottanta
Negli anni ottanta continuarono ad esserci delle carenze dei prodotti di base anche nei centri più popolati e, per contrasto, venne reintrodotto il razionamento. Oltre ai limiti dovuti alle priorità imposte dai piani quinquennali, a contribuire a tali carenze vi era l'effettiva produzione scarsa dei beni di consumi: le pratiche lavorative come quella della Šturmovŝina erano in parte la causa dei problemi a livello della qualità.
L'analisi dei deficit nell'Unione Sovietica mostrarono una distribuzione iniqua all'interno della popolazione: per esempio, sia Mosca che Leningrado, le due città più grandi del Paese, erano rifornite molto meglio rispetto al resto dello stato e non hanno mai avuto razionamenti fino alla fine degli anni ottanta. In modo simile, la presenza di merce sugli scaffali di un negozio statale in una città minore spesso poteva significare che quei prodotti erano stati razionati e che non potevano essere comprati, ma in molti casi le carenze portavano semplicemente a scaffali vuoti o lunghe file d'attesa. Vi erano anche alcuni canali di distribuzione nascosti: per esempio, in molti casi dei prodotti venivano direttamente distribuiti o venduti nei posti di lavoro bypassando gli scaffali dei negozi.
Un altro metodo per comprare prodotti alimentari come la carne o il latte rimase ancora quello di rivolgersi alle fattorie dei kolchoz, dove i prezzi erano il doppio o quadruplo di quelli dei negozi statali e la disponibilità era stagionale.
Durante gli anni ottanta, la grande disponibilità di prodotti di elettronica di consumo in occidente mise in risalto ancora una volta la scarsa competitività dell'Unione Sovietica, e i consumatori sovietici iniziarono a prestare maggiore attenzione a ciò che mancava. A metà degli anni ottanta, più del 70% dei televisori prodotti dalla Ekran, un importante produttore di elettronica, vennero respinti dai controlli di qualità: l'industria televisiva ricevette un'attenzione speciale e, dopo i numerosi casi di malfunzionamenti e di riparazioni, i controlli diventarono più severi. Per migliorare il settore, venne creata una cooperativa per i televisori a colori per l'impianto televisivo di Varsavia nel 1989.
Gli specialisti occidentali giudicavano povera la qualità dei pochi prodotti sovietici che raggiungevano l'ovest.
Verso la fine degli anni ottanta, le carenze continuarono ad essere sempre più gravi a causa della crisi e in prossimità del crollo dell'Unione Sovietica nel 1991, qualsiasi tipo di cibo veniva razionato e molti beni non razionati sparirono dai negozi di stato. Mentre il divario venne in parte colmato dai primi negozi privati che incominciarono ad aprire nella metà degli anni ottanta, il prezzo delle merci vendute dai privati era spesso cinque o dieci volte più alto e spesso non erano alla portata di gran parte della popolazione.

## Aziende e prodotti di consumo
Qui di seguito, vi è un elenco di alcuni prodotti di consumo e marchi molto popolari in Unione Sovietica e all'estero:
- Bajkal, la risposta sovietica alla Coca-Cola statunitense
- Ėlektronika, marca di elettronica di consumo
- GAZ, nota azienda automobilistica di Nižnij Novgorod fondata con il supporto della Ford nell'ambito del primo piano quinquennale
- Lada, casa automobilistica fondata a Togliatti dal governo sovietico assieme alla FIAT e diventata famosa in occidente per aver prodotto lo storico modello Niva
- Raketa, azienda di orologi ancora attiva nata ufficialmente nel 1961 dopo esser stata precedentemente un'officina per le pietre preziose nel periodo zarista e nel 1940 il fornitore ufficiale della Poljot
- Sovetskoe šampanskoe, lo "champagne sovietico"
- ZAZ, azienda automobilistica della RSS Ucraina
- Zenit, famoso marchio di fotocamere.